# Bakerara
× Bakerara, viết tắt trong thương mại là Bak. là một chi lan lai giữa các chi Brassia, Miltonia và Odontoglossum (Brs. x Milt. x Odm. x Onc.).